# JetBrains
JetBrains (precedentemente IntelliJ) è un'azienda di sviluppo software ceca nata nel 2000 i cui strumenti hanno come mercato gli sviluppatori software e i project manager.
Nel 2015 avevano oltre 500 dipendenti in 5 uffici tra Praga, San Pietroburgo, Mosca, Monaco di Baviera e Boston L'azienda offre una vasta gamma di ambienti di sviluppo integrati (IDE) per i linguaggi di programmazione Java, Kotlin, Ruby, Python, PHP, SQL, Objective-C, C++, JavaScript e Go.

## Prodotti
La maggior parte degli applicativi distributi da JetBrains sono ambienti di sviluppo integrato, specializzati in vari linguaggi, tra cui:
- IntelliJ IDEA
- PhpStorm
- PyCharm
- WebStorm
- DataGrip
- AppCode
- RubyMine
- CLion
- Rider
- GoLand

JetBrains lavora inoltre su altri strumenti di supporto allo sviluppo, come TeamCity per l'integrazione continua e la consegna continua (CI/CD). Upsource è uno strumento di revisione codice, definitivamente soppiantato nel 2023 da Space poi divenuto SpaceCode nel 2024. YouTrack è un software per gestire progetti, rilevare errori e tracciare problemi. Infine Qodana è uno strumento per l'analisi statica del codice.
JetBrains ha poi sviluppato e pubblicato Kotlin, un linguaggio di programmazione aperto a tipizzazione statica che gira su una macchina virtuale Java o si compila in JavaScript o codice nativo. MPS è uno workbench di linguaggi, ovvero un insieme di strumenti per lo sviluppo di linguaggi a dominio specifico.
Altri prodotti sono:
- PyCharm Community
- ReSharper,
- ReSharper C++,
- dotTrace,
- dotMemory,
- dotCover
- dotPeek

## Premi e riconoscimenti
- InfoWorld's 2015 Technology of the Year Award[6]
- Jolt 2014[7] and 2013[8] Awards: Coding Tools
- Visual Studio Magazine 2012 Readers Choice[9]
- JAX Innovation Awards[10]
- InfoWorld's 2011 Technology of the Year[11][12][13]
- Visual Studio Magazine 2010 Editors Choice[14]
- Jolt 2010 Productivity Awards: Development Environments[15]